# Oncotophasma maculosum
Oncotophasma maculosum är en insektsart som beskrevs av Oliver Zompro 2007. Oncotophasma maculosum ingår i släktet Oncotophasma och familjen Diapheromeridae. Inga underarter finns listade i Catalogue of Life.